# Engden
Engden is een gemeente in de Duitse deelstaat Nedersaksen. De gemeente maakt deel uit van de Samtgemeinde Schüttorf in het landkreis Grafschaft Bentheim. Engden telt 409 inwoners.
Bad Bentheim · 
Emlichheim · 
Engden · 
Esche · 
Georgsdorf · 
Getelo · 
Gölenkamp · 
Halle · 
Hoogstede · 
Isterberg · 
Itterbeck · 
Laar · 
Lage · 
Neuenhaus · 
Nordhorn · 
Ohne · 
Osterwald · 
Quendorf · 
Ringe · 
Samern · 
Schüttorf · 
Uelsen · 
Wielen · 
Wietmarschen · 
Wilsum